# La Paloma (Durazno)
La Paloma es una localidad uruguaya del departamento de Durazno.

## Ubicación
La localidad se encuentra situada en el centro geográfico de Uruguay, en la zona noreste del departamento de Durazno, entre los arroyos de las Cañas y Sarandí, 2.5 km al oeste de la línea férrea Florida-km 329, a la altura de su km 296; y sobre camino que nace en la cuchilla de Ramírez y va hacia el Paso de Oribe (cruce de balsas) sobre el río Negro. Dista 145 km de la ciudad de Durazno y 290 km de Montevideo, y está alejada de cualquier carretera nacional, para acceder a ella hay que hacerlo a través de caminos vecinales.

## Historia
Su nombre podría derivar de la gruta existente en la localidad, donde se presume que existían palomas. Esta gruta está ubicada en una formación rocosa, con aguas que verten en todas épocas del año, la que se utilizaba para beber y lavar.
La Paloma tiene como fecha de fundación el 12 de diciembre de 1884. Según historiadores donde hoy funciona la comisaría antes habría sido el casco de una estancia de Manuel Oribe. En 1884 el teniente coronel Parallada, entonces dueño del paraje conocido como La Paloma, comenzó a vender pequeñas fracciones de sus terrenos, impulsando la población de estas tierras. La localidad no fue delineada por agrimensores, como consecuencia, sus calles son desparejas, y sus manzanas de formas irregulares.
Desde la época en que surgió el poblado fue progresando poco a poco, pero podemos decir que a partir de 1920 es cuando ese progreso se comienza a notar más. Su período de mayor esplendor sería el que va desde 1949 hasta 1963, fundamentalmente debido a la instalación en sus cercanías de la estación de ferrocarril km. 296 de AFE en marzo de 1950 lo que mejoró sustancialmente las comunicaciones del lugar.
El centro poblado fue elevado a la categoría de pueblo por Decreto Ley 15 542 del 3 de mayo de 1984.

## Economía
La localidad está inmersa en un área netamente ganadera, aunque la forestación ha tenido una importante expansión, otras actividades en desarrollo son la citricultura y la apicultura.

## Población
Según el censo de 2023, la localidad contaba con una población de 1268 habitantes
| 1539          | 1554 | 1242 | 1373 | 1547 | 1443 | 1268 |
| (Fuente: INE) |      |      |      |      |      |      |

## Lugares de interés
Junto a la localidad, existe un sitio de interés natural denominado «La Llorona». Esta es una gruta que se mantiene permanentemente húmeda, con abundante vegetación de helechos y culandrillos, y hacia la base de la misma existen médanos de arena media a fina.
Otra vertiente de agua de interés natural es la conocida como «El Chorro», con escaso pero constante caudal. Al noroeste de la localidad se ubica también «El Perao», un afloramiento de piedras, arenisca y conglomerados con estructura de canal, donde la erosión ha generado formas abruptas y pequeñas cuevas.